# Cantó de Saint-Jean-Brévelay
El cantó de Saint-Jean-Brévelay (bretó Kanton Sant-Yann-Brevele) és una divisió administrativa francesa situat al departament d'Ar Mor-Bihan a la regió de Bretanya.

## Composició
El cantó aplega 7 comunes :
| Nom francès         | Nom bretó         | Població | km²    | Codi Postal | Codi INSEE |
| Bignan              | Begnen            | 2.546    | 45,84  | 56500       | 56017      |
| Billio              | Bilioù            | 351      | 12,03  | 56420       | 56019      |
| Buléon              | Buelion           | 424      | 12,27  | 56420       | 56027      |
| Guéhenno            | Gwezhennoù        | 730      | 23,33  | 56420       | 56071      |
| Plumelec            | Pluveleg          | 2.337    | 58,36  | 56420       | 56172      |
| Saint-Allouestre    | Sant-Aleustr      | 532      | 16,48  | 56500       | 56204      |
| Saint-Jean-Brévelay | Sant-Yann-Brevele | 2.368    | 41,83  | 56660       | 56222      |
| Cantó               | Sant-Yann-Brevele | 9.288    | 210,14 | -           | 5634       |

## Evolució demogràfica
| 1962  | 1968  | 1975  | 1982  | 1990  | 1999  |
| ----- | ----- | ----- | ----- | ----- | ----- |
| 9.036 | 8.927 | 9.151 | 9.395 | 9.464 | 9.288 |

## Història
| Data d'elecció                           | Identitat             | Partit        | Qualitat |
| ---------------------------------------- | --------------------- | ------------- | -------- |
| 2004-                                    | Henri-Michel Kersuzan | Divers droite |          |
| les dades anteriors no són pas conegudes |                       |               |          |
|                                          |                       |               |          |